# Бъгс Бъни в 1001 заешки приказки
„Бъгс Бъни в 1001 заешки приказки“ (на английски: Bugs Bunny's 3rd Movie: 1001 Rabbit Tales) е американски анимационен антологичен филм от 1982 година с компилация от класическите късометражни филми на „Шантави рисунки“ (Looney Tunes) и „Весели мелодии“ (Merrie Melodies) на Warner Bros. и анимационни преодоляващи сцени, водени от Бъгс Бъни.

## Озвучаващ състав
- Мел Бланк – Бъгс Бъни, Дафи Дък, Йосемити Сам, Порки Пиг, Силвестър, Силвестър младши, Туити, Ровър, Хасан, Хензъл, Принц Чаровен, Големият лош вълк, Джинът, Гигантът от бобеното стебло, Горилата Елвис, Щъркел (като архивен запис)
- Беа Бенадерет – Вещицата Хейзъл и Баба (архивен запис)
- Артър Кю Брайън – Елмър Фъд (архивен запис)
- Джун Форей – Баба, Мама Горила, Голдимаус, Малката черевна шапчица
- Том Холанд – Слоупок Родригез (архивен запис)
- Шепард Менкен – Старият разказвач
- Лени Уейнриб – Принц Аба-Даба

## В България
В България филмът е разпространен на VHS през 90-те години с българско едногласово озвучаване от Орлин Василев.